# Naninani II
Naninani II je společné studiové album Johna Zorna a Yamantaka Eye. Album vyšlo v říjnu 2004 u vydavatelství Tzadik Records.

## Seznam skladeb
Autory všech skladeb jsou John Zorn a Yamantaka Eye.
| Pořadí         | Název                  | Délka |
| -------------- | ---------------------- | ----- |
| 1.             | Fuckxotica             | 4:18  |
| 2.             | Hilo Himo              | 3:14  |
| 3.             | Shiso Baba             | 8:24  |
| 4.             | UFOFF                  | 7:34  |
| 5.             | Bar Time with Eno      | 3:44  |
| 6.             | Kiri Taki              | 3:44  |
| 7.             | 4AB                    | 1:54  |
| 8.             | Fat Anarchy on Airtube | 9:37  |
| 9.             | Espimo                 | 2:12  |
| 10.            | Macabro Delicato       | 2:13  |
| Celková délka: | Celková délka:         | 46:54 |

## Obsazení
- John Zorn – altsaxofon, klavír, perkuse, efekty
- Yamantaka Eye – hlasy, varhany, banjo, steel kytara, efekty, perkuse